# اورازباختی (شهرستان چیشمینسکی، باشقیرستان)
اورازباختی (انگلیسی: Urazbakhty, Chishminsky District, Republic of Bashkortostan) یک شهرک در شهرستان چیشمینسکی در استان باشقیرستان کشور روسیه است.